# Александер Фердинанд Прусський
Александер Фердинанд Альбрехт Ахіллес Вільгельм Йозеф Віктор Карл Феодор фон Гогенцоллерн (нім. Alexander Ferdinand Albrecht Achilles Wilhelm Joseph Viktor Karl Feodor von Hohenzollern; 26 грудня 1912, Потсдам — 12 червня 1985, Вісбаден) — принц Прусський, оберлейтенант люфтваффе.

## Біографія
Єдиний син принца Августа Вільгельма Прусського (1887—1949) і його дружини, принцеси Александри Вікторії Шлезвіг-Гольштейн-Зондербург-Глюксбурзької (1887—1957). Онук останнього німецького імператора і прусського короля Вільгельма II.
Його батьки розлучилися у 1920 році. Його мати менше ніж через рік знову вийшла заміж за Арнольда Руманя, а потім поїхала в США. Александер перебував під опікою свого батька.
У 1932 році принц Александер брав участь у весіллі шведського принца Густава Адольфа, герцога Вестерботтенського, і принцеси Сибілли Саксен-Кобург-Готської.
Як і його батько, який був прихильником нацистської партії, Александер Прусський також став одним з перших прихильників Адольфа Гітлера. Принц Август потай сподівався, що Гітлер «в один прекрасний день посадить його або його сина Александера на порожній імператорський трон». Підтримка батьком і сином  партії нацистів викликала сильне невдоволення колишнього німецького імператора Вільгельма II, який закликав їх обох вийти з нацистської партії.
У 1933 році принц Александер вийшов з СА і став служити в рейхсвері. У 1934 році репортери в Берліні повідомляли, що принц вийшов з СА, тому що Гітлер вибрав 21-річного Александера своїм наступником на чолі Німеччини. Також йшлося про те, що Йозеф Геббельс був проти призначення принца наступником Гітлера. У листопаді 1939 року принц Александер служив у частинах зв'язку люфтваффе, дислокованих у Вісбадені.

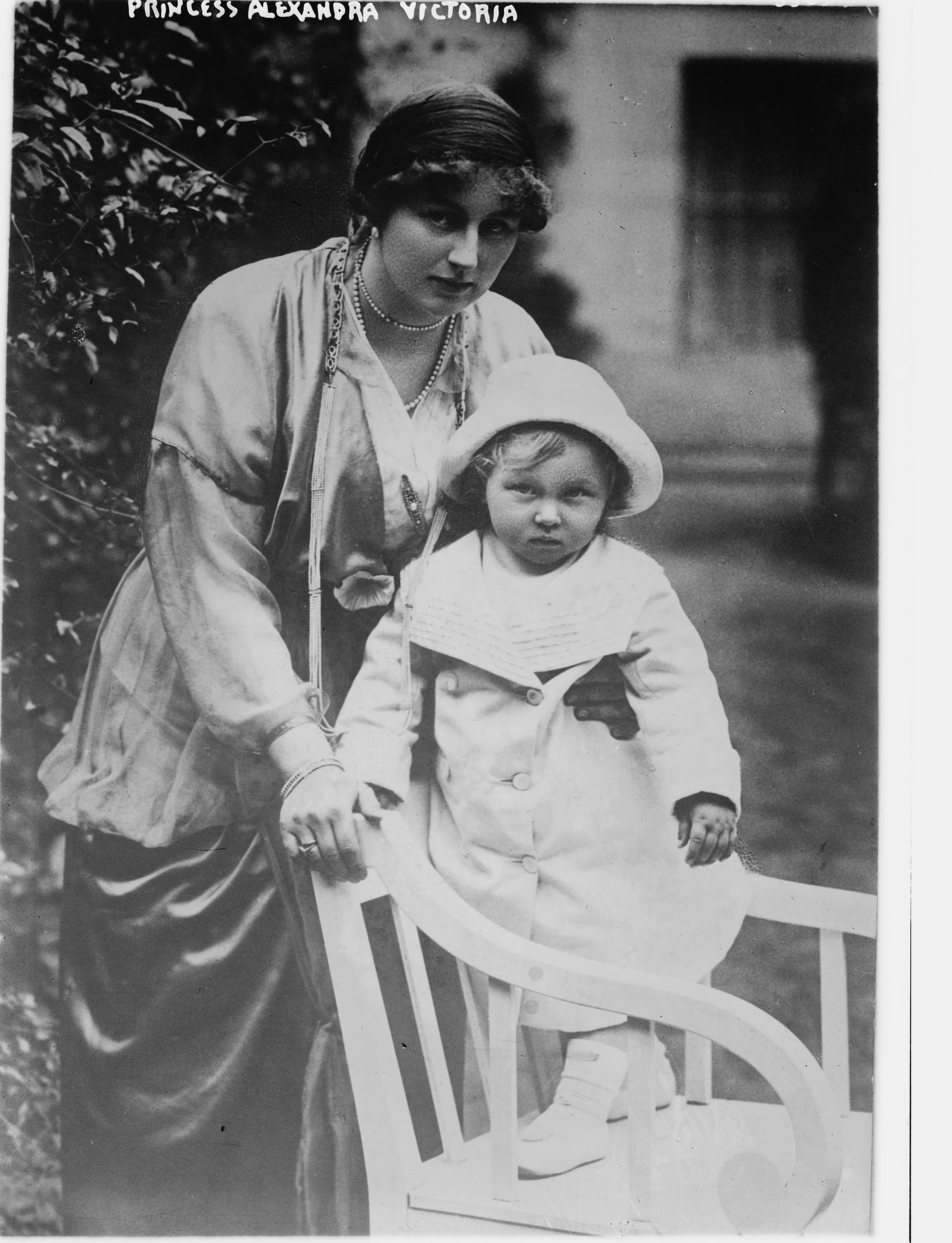
Принц Александер з матір'ю.

На відміну від багатьох німецьких принців, які стали жертвами недовіри Гітлера і були видалені зі своїх постів в німецькій армії, принц Александер Прусський був єдиним Гогенцоллерном, якому дозволили залишатися на своєму посту.

## Сім'я
19 грудня 1938 року в Дрездені принц Александер Прусський одружився з Ірмгард Вайганд (22 серпня 1912 — 3 грудня 2001), дочкою майора Фрідріха Вайганда і Карли Франціски Огайм. Вона була вдовою майора люфтваффе і народилася у Вісбадені, де служив Александер. Цей шлюб був визнаний морганатичним, ніхто з його родичів не був присутній на церемонії, а свідками виступили офіцери, товариші принца по службі.
У подружжя був один син:
- Принц Штефан Александер Дітер Фрідріх Прусський (30 вересня 1939 — 12 лютого 1993). 28 лютого 1964 він одружився з Гайде Шмідт (6 лютого 1939), від шлюбу з якою у нього була одна дочка. У 1976 році подружжя розлучилося. 19 червня 1981 року принц вдруге одружився з Ганнелоре Марією Шершер (26 жовтня 1952). Другий шлюб принца був бездітним.
  - Принцеса Стефанія Вікторія Луїза Прусська (21 вересня 1966), чоловік з 1991 року танзанієць Амаді Мбарака Бао (4 червня 1958), від шлюбу з якою у неї було четверо дітей. 20 липня 1999 року розлучилися.

## Нагороди
- Орден Чорного орла
- Орден Червоного орла, великий хрест
- Орден Корони (Пруссія) 1-го класу
- Медаль «За вислугу років у Вермахті» 4-го класу (4 роки)